# Gwangju Football Club
Actualités
Le Gwangju Football Club (en hangul: 광주 프로축구단, et en hanja : 光州 FC), plus couramment abrégé en Gwangju FC, est un club sud-coréen de football fondé en 2010 et basé dans la ville de Gwangju.
Il entre dans la K-League pour la saison 2011.

## Historique
En 2012, Gwangju FC est relégué en K League Challenge, la seconde division nouvellement formée.
En 2014, Gwangju FC est de retour en K League Classic.
En 2017, Gwangju FC est relégué en K League 2 en deuxième fois.
En 2019, Gwangju FC est de retour en K League 1 en deuxième fois.
En 2021, Gwangju FC est relégué en K League 2 en troisième fois.
En 2022, Gwangju FC est de retour en K League 1 en troisième fois.
En 2023, Gwangju FC se qualifié au barrage de la Ligue des Champions Élite de l'AFC 2024-25 en première fois.

## Bilan sportif

### Palmarès
| Compétitions nationales                                                          | Compétitions internationales |
| - Championnat de Corée du Sud de deuxième division (2) : - Champion : 2019, 2022 | - aucun                      |

### Records de saison-par-saison
| Saison | Ligue    | Ligue | Ligue | Ligue | Ligue | Ligue | Ligue | Ligue | Ligue | Ligue | Coupe          | ACLE ou ACL2                          |
| Saison | Division | GP    | G     | N     | D     | BP    | BC    | GD    | Pts   | Pos.  | Coupe          | ACLE ou ACL2                          |
| ------ | -------- | ----- | ----- | ----- | ----- | ----- | ----- | ----- | ----- | ----- | -------------- | ------------------------------------- |
| 2011   | D1       | 30    | 9     | 8     | 13    | 32    | 43    | -11   | 35    | 11    | SzF            | -                                     |
| 2012   | D1       | 44    | 10    | 15    | 19    | 57    | 67    | -10   | 45    | 15↓   | HF             | -                                     |
| 2013   | D2       | 35    | 16    | 5     | 14    | 55    | 54    | +1    | 53    | 3     | HF             | -                                     |
| 2014   | D2       | 36    | 13    | 12    | 11    | 40    | 35    | +5    | 51    | 2↑    | HF             | -                                     |
| 2015   | D1       | 38    | 10    | 12    | 16    | 35    | 44    | -9    | 42    | 10    | SzF            | -                                     |
| 2016   | D1       | 38    | 11    | 14    | 13    | 41    | 45    | -4    | 47    | 8     | HF             | -                                     |
| 2017   | D1       | 38    | 6     | 12    | 20    | 33    | 61    | -28   | 30    | 12↓   | QF             | -                                     |
| 2018   | D2       | 36    | 11    | 15    | 10    | 51    | 41    | +10   | 48    | 5     | 3T             | -                                     |
| 2019   | D2       | 36    | 21    | 10    | 5     | 59    | 31    | +28   | 73    | 1↑    | HF             | -                                     |
| 2020   | D1       | 27    | 6     | 7     | 14    | 32    | 46    | -14   | 25    | 6     | HF             | -                                     |
| 2021   | D1       | 37    | 10    | 6     | 21    | 41    | 53    | -12   | 36    | 12↓   | 3T             | -                                     |
| 2022   | D2       | 40    | 25    | 11    | 4     | 68    | 32    | +36   | 48    | 1↑    | HF             | -                                     |
| 2023   | D1       | 38    | 16    | 11    | 11    | 47    | 35    | +12   | 59    | 3     | QF             | -                                     |
| 2024   | D1       |       |       |       |       |       |       |       |       |       | depuis 4e tour | qualifié au barrage de l'ACLE 2024-25 |

Légende
- DF = Demi-Finales
- QF = Quarts de finale
- HF = Huitièmes de finale
- SzF = Seizièmes de finale
- FG = Fase de groupe

## Personnalités

### Présidents
- KANG Ki-jeong (Maire de Gwangju, Corée du Sud)

### Entraîneurs
- Lee Jung-hyo (en)